# Chilocampyla dyariella
Chilocampyla dyariella là một loài bướm đêm thuộc họ Gracillariidae. Nó được tìm thấy ở Hoa Kỳ (Florida).
Sải cánh dài 7-8.5 mm. Ấu trùng ăn Eugenia, bao gồm Eugenia axillaris, Eugenia foetida, Eugenia garberi, Eugenia procera và Eugenia rhombea. Chúng ăn lá nơi chúng làm tổ.